# Музеї Дніпра
Музеї Дніпра є культурно-освітніми та науково-дослідними закладами з вивчення, збереження та використання природних, культурних та історичних пам'яток природи, що розташовані у місті Дніпро.

## Історичні музеї
- Дніпропетровський національний історичний музей ім. Д. І. Яворницького[1], проспект Д. Яворницького, 16
- Музей історії Дніпра[2], Воскресенська вулиця, 14
- Діорама «Битва за Дніпро», проспект Д. Яворницького, 16
- Музей «Громадянський подвиг Дніпропетровщини в подіях АТО», проспект Д. Яворницького,16.
- Музей історії і розвитку місцевого самоврядування Дніпропетровської області, проспект Поля, 2
- Музей монет України[3], проспект Поля, 46/1 вулиця Володимира Мономаха, 5
- Дніпропетровський народний музей історії міліції, вулиця Січових Стрільців, 5
- Музей Історії розвитку фінансової системи Дніпропетровської області, вулиця Грушевського, 3-б
- Музей "Пам'ять єврейського народу та Голокост в Україні" [4]
- Технічний музей «Машини часу», вулиця Мандриківська, 44
- Музей дитинства (Музей іграшки), проспект Сергія Нігояна, 50 (з лютого 2021 р., філія технічного музею «Машини часу»)
- Музей спротиву Голодомору[5] вулиця Старокозацька, 40 Б.

### Дніпропетровський історичний музей імені Д.І.Яворницького
Найбільший і найстаріший музей Дніпра. Музей розташований у приміщенні колишнього Катеринославського крайового історико-археологічного музею ім. О. М. Поля, і є пам'яткою національного значення. Музей було засновано у 1849 році, як "Музей стародавності Катеринославської губернії. Музей названий на честь відомого історика, діяча культури та науки України Дмитра Івановича Яворницького, котрий був завідувачем музею понад 30 років з 1902 року. На його долю випало захищати музей від Революції та Громадянської війни.

### Діорама «Битва за Дніпро»
Унікальний комплекс, присвячений Великій Вітчизняній війні. Комплекс був відкритий у 1975 році на честь 30-річчя Перемоги. Пам'ятник розповідає про подвиг радянської людини — Битву за Дніпро. Ця битва — одна із сумніших сторінок історії України.

## Мистецькі музеї
- Дніпровський художній музей, вулиця Шевченка, 21
- Музей українського живопису, Троїцька площа, 5-а
- Музей «Літературне Придніпров'я», проспект Д. Яворницького, 64

## Меморіальні музеї
- Меморіальний будинок-музей Д. І. Яворницького, площа Шевченка, 5
- Музейний центр О. П. Блаватської та її родини, вулиця Святослава Хороброго, 11

## Природні музеї
- Зоологічний музей ДНУ ім. О.Гончара — пр.проспект Д. Яворницького, 36

## Дніпровський планетарій
Дніпровський планетарій з листопада 2018 року перебував на капітальному ремонті з повним оновленням будівлі, обладнання та мультимедійних програм. Розташований на Горі на Крутогірному узвозі, 10.